# Phemeranthus sediformis
Phemeranthus sediformis är en källörtsväxtart som först beskrevs av Poellnitz, och fick sitt nu gällande namn av Kiger. Phemeranthus sediformis ingår i släktet Phemeranthus och familjen källörtsväxter. Inga underarter finns listade i Catalogue of Life.